# Związek gmin Laichinger Alb
Związek gmin Laichinger Alb – związek gmin (niem. Gemeindeverwaltungsverband) w Niemczech, w kraju związkowym Badenia-Wirtembergia, w rejencji Tybinga, w regionie Dpnau-Iller, w powiecie Alb-Donau. Siedziba związku znajduje się w miejscowości Heroldstatt. 
Związek zrzesza jedno miasto i cztery gminy wiejskie:
- Heroldstatt, 2 672 mieszkańców, 21,81 km²
- Laichingen,  miasto, 10 867 mieszkańców, 69,84 km²
- Merklingen, 1 871 mieszkańców, 21,31 km²
- Nellingen, 1 889 mieszkańców, 35,78 km²
- Westerheim, 2 864 mieszkańców, 22,93 km²